# Lampetis gibbosa
Lampetis gibbosa es una especie de escarabajo del género Lampetis, familia Buprestidae. Fue descrita científicamente por Kerremans en 1919.